# Monk’s Dream
Monk’s Dream ist ein Album von Thelonious Monk und das erste Album für das Major-Label Columbia Records. Es wurde an vier Tagen zwischen dem 31. Oktober und dem 6. November 1962 im Columbia 30th Street Studio in New York City aufgenommen und im März 1963 bei Columbia Records veröffentlicht. In um vier Titel erweiterter Form erschien es 1992 als Compact Disc.
Es ist ein bemerkenswertes Album, das Monks einzigartigen Stil und seine kreative Genialität widerspiegelt. Es präsentiert neben Standards eine Reihe von Monks eigenen Kompositionen, darunter Klassiker wie "Monk's Dream" und "Bright Mississippi".

## Hintergrund
Monk’s Dream nahm der Pianist mit seinem regulären Quartett auf, das aus Monks Tenorsaxophonist Charlie Rouse, der Bassist John Ore und Frankie Dunlop am Schlagzeug bestand. „Bye-Ya“ und „Bolivar Blues“ wurden am 31. Oktober 1962 aufgenommen; „Body and Soul“ und „Bright Mississippi“ am 1. November, „Sweet and Lovely“, „Just a Gigolo“ und „Monk's Dream“ am 2. November und „Five Spot Blues“ am 6. November 1962. „Bright Mississippi“ war der einzige Titel auf dem Album, den Monk noch nicht aufgenommen hatte. „Bolivar Blues“ hieß ursprünglich „Ba-lue Bolivar Ba-lues-are“ und war 1957 auf Monks Riverside-Album Brilliant Corners zu hören. „Five Spot Blues“ hieß ursprünglich „Blues Five Spot“ und war erstmals auf dem Album Thelonious in Action erschienen, das 1958 live im Five Spot Cafe in New York aufgenommen und auf Riverside veröffentlicht wurde. „Monk's Dream“, „Bye-Ya“ und „Sweet and Lovely“ wurden bereits zehn Jahre zuvor von Monk für Prestige Records aufgenommen.
Monk war berühmt dafür, sein Repertoire immer wieder zu recyceln, und das hier enthaltene Material war nicht neu. Der einzige Titel, der nicht mindestens einmal zuvor aufgenommen wurde, war Monks „Bright Mississippi“, das auf der Harmonik von „Sweet Georgia Brown“ beruhte. Das Album beginnt mit dem Titelstück; auch hier wie dei den folgenden Columbia-Produktionen gibt es zwei Solostücke, die Standards „Body and Soul“ und „Just a Gigolo“. Diese Songs, die auf jeder Seite der Original-LP jeweils als zweiter Song angeordnet sind, haben die Dinge ein wenig aufgerissen und den Hörer auf den Pianisten fokussiert, als er diese beiden Standards dekonstruierte. Dies bietet dem Hörer eine weitere Möglichkeit, die Komplexität seines Spiels in sich aufzunehmen, schrieb der Kritiker von All About Jazz.
Hinsichtlich der Produktionsweise von Columbia schrieb Thomas Fitterling, dass die einzelnen Alben nicht als geschlossene Produktionen entstanden, die als einzelne Projekte geplant wurden. Vielmehr ließ Teo Macero den Pianisten regelmäßig im Studio oder live spielen. Aus dem so gewonnenen Material wurden dann die Platten zusammengestellt. Was zunächst keine Berücksichtigung fand, wurde später veröffentlicht oder fand schließlich Verwendung auf der Kompilation Alwaye Know (1979). Zwei Titel, die bei der ersten Columbia-Session eingespielt wurden, „Hackensack“ und „Rhythm-a-Ning“ erschienen auf dem Folgealbum Criss-Cross (1963).

## Titelliste

### Original-LP
- The Thelonious Monk Quartet:  Monk's Dream (Columbia – CL 1965)[5]

1. Monk’s Dream (Take 8) (Monk) 6:26
2. Body and Soul (Re-Take 2) (Heyman, Eyton, Green, Sour) 4:28
3. Bright Mississippi (Take 1) (Monk) 8:36
4. Blues Five Spot (Monk) 3:14
5. Blue Bolivar Blues (Take 2) (Monk) 7:31
6. Just a Gigolo (Irving Caesar, Julius Brammer, Leonello Casucci) 2:28
7. Bye-Ya (Monk) 5:23
8. Sweet and Lovely (Gus Arnheim, Harry Tobias, Jules Lemare) 7:52

### Erweiterte CD-Edition (1992)
- The Thelonious Monk Quartet – Monk's Dream (Columbia – CK 63536, Legacy – CK 63536)[6]

1. Monk's Dream (Take 8) 6:26
2. Body and Soul (Re-Take 2) 4:28
3. Bright Mississippi (Take 1) 8:36
4. Blues Five Spot 3:14
5. Blue Bolivar Blues (Take 2) 7:30
6. Just a Gigolo 2:27
7. Bye-Ya 5:23
8. Sweet and Lovely 7:52
9. Monk's Dream (Take 3) 5:14
10. Body and Soul (Take 1) 5:05
11. Bright Mississippi (Take 3) 10:20
12. Blue Bolivar Blues (Take 1) 6:12

## Rezeption
Lindsay Planer verlieh dem Album in Allmusic die Höchstbewertung von fünf Sternen und schrieb: „Obwohl er mit Unterstützung verschiedener anderer Musiker auftreten und aufnehmen würde, wurde die enge – fast telepathische – Dimension, die diese vier gemeinsam hatten, in keinem Genre erreicht.“ Auf Tracks wie „Five Spot Blues“ und „Bolivar Blues“ demonstrierten Rouse und Dunlop ihre unheimlichen Fähigkeiten, indem sie gut platzierte Instrumental-Fills einpressen, ohne von den unvorhersehbaren rhythmischen Frisbees getroffen zu werden, die Monk herumwirft.
Nach Ansicht von Thomas Fitterling hat Monk auf Monk's Dream „mit einem Ensemble zu dem bisher größten Grad von leadergeprägter Gruppenidentität gefunden.“ Es sei, als habe dieses hervorragend aufeinander eingespielte Quartett, dessen Interaktionen noch bis in den kleinsten Schlagzeugakzent von Monks Soundkonzeption geprägt sind, nur auf diesen Aufnahmetermin gewartet, um sich in größtmöglicher Dichte affirmieren zu könne. Das musikalische Geschehen bleibe auf das Wesentliche beschränkt, resümiert der Autor; „Füllstoffsoli“ kämen dabei nicht vor.

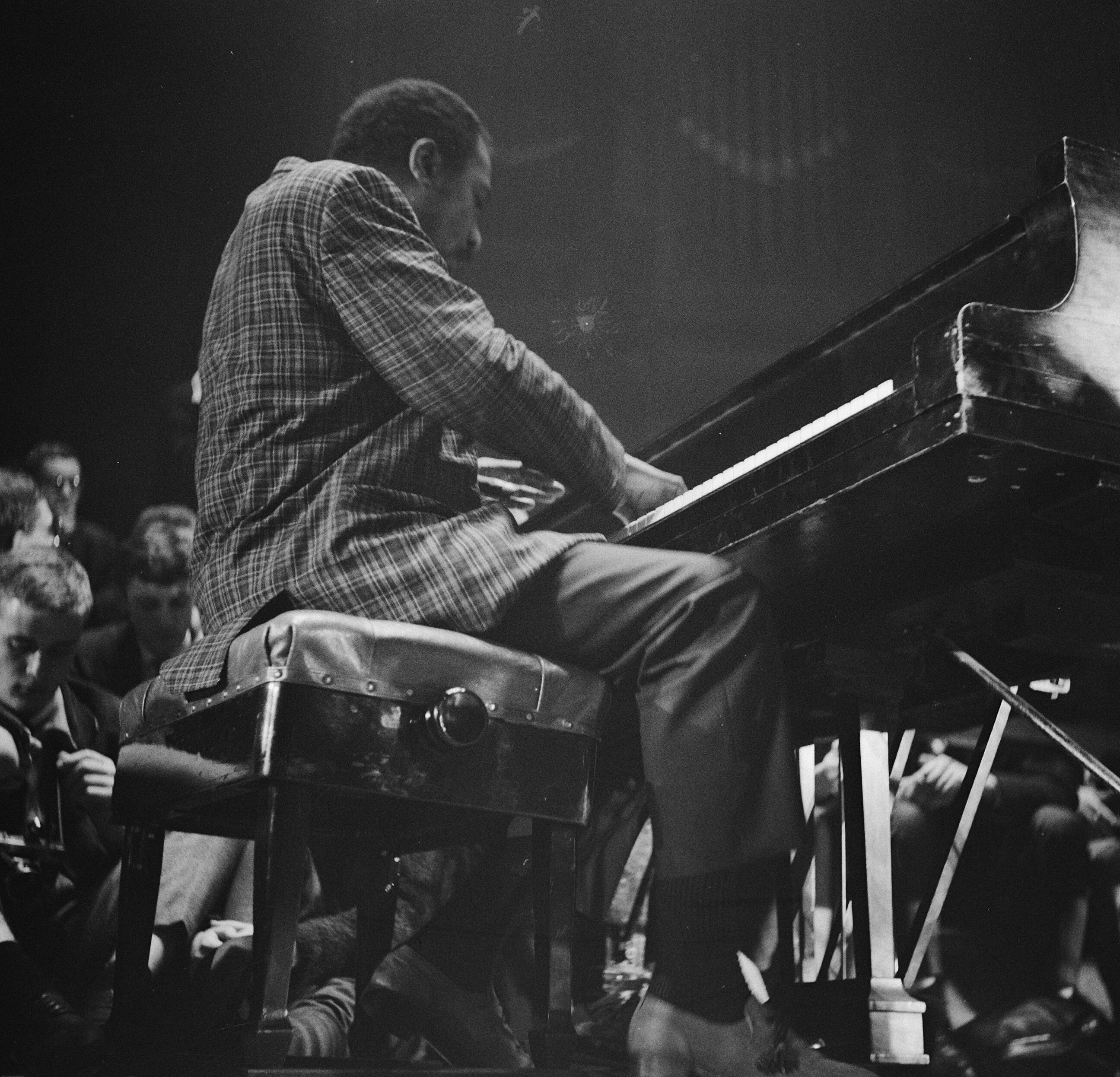
Thelonious Monk bei einem Konzert im Concertgebouw, 15. April 1961

Der Kritiker von All About Jazz schrieb, dass nach solch klassischen Alben wie Monk’s Music und Brilliant Corners (1957) bei Riverside Monk's Dream wirklich diejenige Platte sei, die sein Vermächtnis festigte. Das Format des Quartetts würde zwar in den folgenden Jahren etwas altern, meint der Autor, aber es klinge hier auf seinem Debütalbum bei Columbia von 1963 absolut frisch. Bis zu diesem Zeitpunkt habe Monk Gruppen verschiedener Größen geführt und auch solo gespielt, „aber Monk hat eine Besonderheit in einem Quartett: Mit nur einem Horn vor dem Solo erhalten wir eine großartige doppelte Portion Monk, sowohl als Solist als auch als Solist als Teil der Rhythmusgruppe“. Auf diesem Album gebe es zwar keine von Monk verfassten Klassiker wie „’Round Midnight“, „Epistrophy“, „Blue Monk“, „52nd Street Theme“ oder „Straight No Chaser“, „aber auf eine Weise, die das Argument für dieses Konzept eines großartigen Albums nur noch deutlicher macht, bekommt man ‚Blues Five Spot‘, ‚Bye-Ya‘, ‚Blue Bolivar Blues‘ und ‚Sweet and Lovely‘, und sie passen alle zusammen.“ Es sei schwer genau zu sagen, was dieses Album zu dem dauerhaften Meilenstein gemacht habe, resümiert der Autor. War es die pure Aufregung einer gut geprobten Band, die zum ersten Mal für ein großes Label aufgenommen wurde? War das Aufkommen von Avantgarde und Post-Bop die Abstimmung der Jazzohren auf verschiedene Klänge? War es die Schönheit der Musik? Seine anderen Alben hatten vielleicht eher klassisches Material, eine berühmtere Besetzung oder was auch immer, aber dies war eine Konsolidierung von Monks Genie zu einem perfekten Moment, in dem sich die Stars alle ausrichteten. Es machte ihn zur Legende.
Glenn Rice meinte in der Besprechung für BBC anlässlich der Neuveröffentlichung des Albums 2002, dass 1962 die Ruhmeszeiten des Musikers vorbei waren. Trotzdem blieb Monk ein unnachahmlicher Pianist. Bis 1962 war Monk nach zwanzig Jahre nicht so sehr den Entwicklungen des Jazz voraus gewesen, „sondern vielmehr im Winkel dazu“, und so begann die letzte Phase seiner Karriere. Deren Beginn lasse sich ungefähr auf dieses Album zurückführen. Wenn man Monks Version von „Body & Soul“, „Just a Gigolo“ oder „Sweet & Lovely“ auf diesem Album höre, scheine es fast komisch, dass er einst als radikaler Modernist galt. Straight-Up-Blues untermauere fast alles, meint Rice; die spitz amateurhafte Technik erinnere regelmäßig an das Original-Vorbild James P. Johnson. „Monks einzigartiger Beitrag zur Musik und Monk’s Dream selbst basierten auf diesen Motiven, die lediglich seine verrückte, onkelhafte Präsenz zum Ausdruck brachten und die er nach dieser Aufnahme nie wieder zu erweitern versuchen würde.“
Richard Cook und Brian Morton, die in ihrem Penguin Guide to Jazz dem Album lediglich drei Sterne verliehen, äußerten Vorbehalte gegenüber dem Album. So sei Monks Interpretation der Standards nicht sofort mit dem spröden Querdenkergenie von Monks Blue-Note- und Riverside-Aufnahemn zu identifizieren. „Monk's Dream“und „Bye-Ya“ seien eher zahm, und die Changes in „Bolivar Blues“ und „Five Spot Blues“ zeigten, wie sehr sich Monk, ohne es zu ahnen, dem Mainstream zuwandte.